# Ammannia linearipetala
Ammannia linearipetala är en fackelblomsväxtart som beskrevs av A. Fernandes och Diniz. Ammannia linearipetala ingår i släktet Ammannia och familjen fackelblomsväxter. Inga underarter finns listade i Catalogue of Life.